# 西川秀明
西川 秀明（にしかわ ひであき、12月13日 - ）は、日本の漫画家、元アニメーター。大阪府出身。「まみやこまし」名義で成人向け漫画も描いている。

## 経歴
デビューは1980年代、Graham Marsh名義で久保書店のコミック誌に作品が掲載された頃が最初と思われる（『レモンピープル』に掲載された『12』など）。以後、まみやこまし名義で成人向け漫画作品を発表していた。1990年6月、エニックス（現スクウェア・エニックス）が主催した『エニックスファンタジーコミック大賞』において西川秀明名義の『Z MAN』が優秀賞を受賞する。
1991年4月創刊の『月刊少年ガンガン』にて『Z MAN』の連載を開始する。なお、『ガンガン』創刊・連載までの間に『ドラゴンクエスト4コママンガ劇場2～4』に参加している。
『Z MAN』連載終了後はエニックス系列誌でいくつか描いた後に出版社を転々とし、『ヤングアニマル』及び『ヤングアニマル嵐』（白泉社）にて『職業・殺し屋。』を連載。2010年にひとまずの区切りを付け、後に続編の連載を開始する。
巻末のおまけ漫画などでは自身を楕円状の物体に点々の目を書いただけと言う、普段の作画とは対照的に極めてシンプルなデザインで描くのも特徴である。

## 主な作品

### エニックス（現スクウェア・エニックス）刊
- ドラゴンクエスト4コママンガ劇場 2～4、6、8
- Z MAN（全11巻）『月刊少年ガンガン』
  - ZMAN 超外伝 悪魔狩人ギャンザ
  - ZENO ～魂の降る故郷へ～『月刊ガンガンWING』

『Z MAN』の続編。単行本にはオリジナル版の『Z MAN』と『妖怪パトロール ナム』、『読み斬り道中記 ガガム』の2話までが併せて収録されている。
- 爆力冒険メガバーン（全3巻）『月刊少年ガンガン』
- 妖怪パトロール ナム（全2話）『月刊少年ギャグ王』
- 読み斬り道中記 ガガム（全6話）『フレッシュガンガン』
- アークザラッド2～炎のエルク～（全10巻）『月刊少年ガンガン』
- アークザラッド2～炎のエルク～〈SEVENFOLD STORIES〉『月刊ガンガンWING』

### 角川書店刊
- 六門天外モンコレナイト（全4巻）『月刊ドラゴンJr.』
- モンスターコレクション デーモン・ハート（全5巻）『月刊ドラゴンJr.』

### 白泉社刊
- 激-ゲキ-
- 職業・殺し屋。（全15巻、新装版全9巻）『ヤングアニマル』『ヤングアニマル嵐』
  - 新 職業・殺し屋。 斬ZAN（全5巻）『ヤングアニマル嵐』『ヤングアニマル』
- 偽書ゲッターロボ ダークネス（全4巻）『ヤングアニマル嵐』
- 3月のライオン昭和異聞 灼熱の時代（全10巻）『ヤングアニマル』
- ストレイト・ジャケット　（コミック読切）『ヤングアニマル嵐』（2004年、22号）
- 合同会社・正義屋（原作監修・夏原武、全3巻）『ヤングアニマル』
- ～昭和ロマンティックポルノシリーズ～ふしだら稟議書（全1巻（電子書籍のみ））『ハレム』
- 器用貧乏おじさんの異世界再冒険（既刊2巻）『ヤングアニマルWeb』

### 講談社刊
- 偽書 ゲッターロボDASH（白泉社から「偽書 ゲッターロボ ダークネス 始動編」に改題して単行本化、全1巻）『月刊マガジンZ』

### フランス書院刊
- 保健室のフルコース 全1巻（まみやこまし名義）
- 女教師綾子96 （まみやこまし名義）
- 女教師綾子2002 （まみやこまし名義）

### 司書房刊
- 気分はメルティ （まみやこまし名義）

### コスミックインターナショナル
- 恋はパオパオ（まみやこまし名義）

## 師匠
- 雨宮淳

## アシスタント
- 小宮利公
- 出店宇生